# Парк имени 300-летия Таганрога
Парк имени 300-летия Таганрога — городской парк в Таганроге. Расположен в районе «Русское Поле».

## О парке
Парк создан в апреле 1998 года решением первого мэра Таганрога С. И. Шило в память о 300-летнем юбилее Таганрога. Первоначальная площадь Парка имени 300-летия Таганрога, положенная в расчёты проекта Генерального плана Таганрога до 2015 года, равнялась 26 гектарам.
В 2005 году администрацией города из этого участка было выделено 8 гектаров фирме «ЦентрДомнаРемонт» для строительства коттеджного посёлка под названием «Новый город».
15 октября 2016 года в городе Таганроге прошла акция «День древонасаждения». Она проходила по всему городу, но одно из самых массовых мероприятий состоялось в парке имени 300-летия Таганрога. Он считается одним из самых молодых парков Таганрога. Посадка новых деревьев необходима для того, чтобы дать ему новый толчок развития. В рамках акции в парке появились новые саженцы черемухи и плакучей ивы.
26 февраля 2017 года в парке проходила праздничная программа, посвящённая Масленице.Также в парке проходят ежегодные празднования, посвящённые Дню России. Одна из площадок парка — место, на территории которого проходят торжественные мероприятия, посвящённые Международному дню семьи.
В апреле 2017 года стало известно, что парк им. 300-летия Таганрога — одно из городских мест, на территории которых предприниматели планируют установить городские уличные тренажёры. Места для установки этих тренажеров были выбраны главой администрации города Андреем Лисицким, главным архитектором города Юрием Берестовым и представителем от предпринимателей. Другими местами Таганрога, в которых появятся тренажёры, названы: роща Дубки, Пушкинская набережная и район Одигитриевской церкви.

## Площадь парка
- 1998 год — 26,0 га
- 1998 год — 18,0 га[1]
- 2014 год — 10,1 га

## Застройка парка
В сентябре 2012 года предприниматель Малик Байрамбеков получил от мэрии разрешение на строительство на территории парка кафе и боулинга. Но уже в конце октября чиновники мэрии Таганрога направили предпринимателю письмо об отмене разрешения.
В июле 2014 года началась вырубка и пересадка деревьев под строительство боулинга. Работы были остановлены несколькими депутатами городской Думы. На внеочередном заседании городской Думы депутаты выразили серьёзную обеспокоенность дальнейшей судьбой парка и в связи с этим дали несколько поручений администрации города.

## Аллея Кудрявцева
В июле 2014 года, накануне выборов в городскую Думу, житель Таганрога, проживающий вблизи парка, на личные средства отсыпал тырсой дорожку в этом парке и установил шесть садовых скамеек и урны.